# Walter Rother-Romberg
Walter Rother-Romberg (geboren 24. Oktober 1906 in Breslau; gestorben 1950) war ein deutscher Parteifunktionär der SPD.

## Leben
Walter Rother-Romberg wurde als Kind Kadett und machte nach dem Ersten Weltkrieg eine kaufmännische Lehre. Er trat 1922 der Sozialistischen Arbeiter-Jugend (SAJ) bei, 1927 wurde er Mitglied der SPD. Nach der Machtergreifung der Nationalsozialisten Anfang 1933 arbeitete er in der Illegalität für die SPD und wurde im Dezember 1933 verhaftet und zu zwei Jahren Gefängnis verurteilt. Nach der Haftentlassung floh er 1936 über Prag nach Frankreich und wurde Parteisekretär der Sopade in Frankreich. Rother-Romberg nahm am Spanischen Bürgerkrieg teil. Nach dem Sieg des Franquismus geriet er wieder nach Frankreich und wurde interniert. Nach Ausbruch des Zweiten Weltkriegs wurde er in einer Arbeitskompanie für die französische Armee rekrutiert, nach der deutschen Besetzung Nordfrankreichs geriet er in Vichy-Frankreich mehrfach in Haft. Er wurde Mitglied in der weitverzweigten Résistance. Im Juni 1945 wurde er vom Londoner Exilvorstand der SPD mit dem organisatorischen Wiederaufbau der SPD in Bremen beauftragt und zum Bezirkssekretär Nordwest ernannt. Er galt als Vertrauensmann von Kurt Schumacher und wurde Mitglied des Parteiausschusses der SPD.
Die US-amerikanischen Besatzungsbehörden bestimmten ihn im April 1946 zum Mitglied der Ernannten Bremischen Bürgerschaft. Das Amt erlosch mit der Wahl zur Bürgerschaft im Oktober 1946.
Rother-Romberg wurde Mitarbeiter des Weser-Kurier. Er erhielt von den Besatzungsbehörden eine Lizenz zur Herausgabe der Zeitschrift Radio-Illustrierte. Er wurde in Frankreich mit dem Croix du combattant und dem Croix du combattant volontaire ausgezeichnet. Laut Angaben bei der Friedrich-Ebert-Stiftung starb Rother-Romberg 1950.